# Port-Gentil
Port-Gentil er en by i det vestlige Gabon, der med et indbyggertal på cirka 136.462 (2013) er landets næststørste by. Byen er placeret på landets atlanterhavskyst, og er en vigtig havneby.